# 匆匆那年 (電影)
《匆匆那年》（英語：Fleet of Time），是2014年中國大陆校園愛情片，改編自九夜茴同名小說。由彭于晏、倪妮、鄭愷、魏晨、陳赫、張子萱等人領銜主演。2014年2月底開鏡，2014年12月5日於中國大陆上映。

## 劇情簡介
年近三十的陳尋（彭于晏飾）在90後女孩七七（劉雅瑟飾）追問下，回憶起自己與女朋友方茴（倪妮飾）的愛情與糾葛的時光。當年近而立的陳尋再次回憶這段純真感情時加入了思考和反省。這既是陳尋的青春記憶，也是屬於80後整整一代人的匆匆那年。

## 演員陣容
| 演員姓名 | 角色名稱 | 介紹 |
| 彭于晏   | 陳尋     | 陳尋是少年時代的燦爛朝陽，身上的耀眼光芒，照亮了一整個青春。他有著一張非常帥氣的臉，立體而標致的五官，從小就是個帥哥。他天性聰明、樂觀、自信、樂於助人。他總是那樣的受人矚目，與方茴的愛戀百轉千迴。當大學聯考時，他為了履行自己的諾言：和方茴上同一所大學放棄了一道大題，但卻在大學期間背叛了方茴，和另一女生沈曉棠同居並且發生了關係，在得知方茴去找別人上床後，出言傷害了方茴，最後陪著方茴去墮胎。匆匆那年，年少輕狂的兩人都在青春裡失去了彼此，多年之後以特別的方式再次見到方茴。                                                                     |
| 倪妮     | 方茴     | 方茴是春天裡遺落的一朵丁香，在消逝的青春中溫柔堅強的悄悄綻放。她留著扣邊頭，喜歡安靜的畫畫。她的皮膚很白，個子很高，算是個有氣質的姑娘。與男主人翁陳尋有著甚是糾葛的愛情故事，同時間喬燃暗戀著她。方茴的幸與不幸，快樂與否，總是與周圍人有很大關係，她不習慣主動，總是被動的。面對陳尋的背叛，方茴無法置信，她的世界因此崩塌，方茴想知道陳尋為什麼選擇了沈曉棠？方茴為了理解陳尋和沈曉棠的關係，於是嘗試和別人上床，到底是因為沈曉棠願意和陳尋發生關係？還是他真的愛她嗎？後來發現自己意外懷孕，墮胎後不說再見的離開陳尋，成為了陳尋心裡永遠的遺憾與傷疤。 |
| 鄭愷     | 趙燁     | 他是笑容燦爛的江湖少年，哪怕回首望去，歲月一片狼藉，仍青春無悔，不負初心。每個人的記憶裡，都有一個“他”，他意氣用事，他在諧星的路上一往無前，他在替人擋槍的故事裡總做主角，多年後，他是那個愣頭青般的少年，他在最深的夜裡，背對著你，流下男兒的淚，作為成長的代價。 |
| 魏晨     | 喬燃     | 他的溫暖是39.8度，你擔心被他的熱情灼傷；他的微笑是55度，你會從他的笑容裡讀出真誠的答案；他是備胎，他選擇了一種最傻的方式— —守候。 |
| 陳赫     | 蘇凱     | |
| 張子萱   | 林嘉茉   | 她是風風火火的女漢子，她是挺身擋在朋友身前的鎧甲女俠，她更是個固執得可愛的小女孩，嘴角上揚是她的招牌動作，她是千千萬萬個“你”的縮影，她美麗大方，青春活潑，敢愛敢恨，為人仗義，對蘇凱的一片癡情更加令人佩服感動。 |
| 劉雅瑟   | 七七     | 方茴的妹妹，婚禮攝影師 |
| 畢夏     | 沈曉棠   | |
| 曹衛宇   | 方父     | |
| 張寧江   | 鄺強     | |

## 電影歌曲
| 曲別   | 歌名                                     | 演唱者   | 作詞           | 作曲           |
| 主題曲 | 匆匆那年                                 | 王菲     | 林夕           | 梁翹柏         |
| 宣傳曲 | 花開那年                                 | 魏晨     | 姚云           | 徐浩然、姚云   |
| 插曲   | 君が好きだと叫びたい（好想大声说喜欢你） | BAAD     | 山田恭二       | 多多纳好夫     |
| 插曲   | 鴨子                                     | 蘇慧倫   | 許常德         | Ju Ju Club     |
| 插曲   | 當                                       | 動力火車 | 瓊瑤           | 莊立帆、郭文琮 |
| 插曲   | 對面的女孩看過來                         | 任賢齊   | 阿牛           | 阿牛           |
| 插曲   | 信仰                                     | 張信哲   | 易家揚、陳耀川 | 陳耀川         |

## 工作人員
- 出品人：李明
- 製片人：李明、黎瑞剛、王長田、張小波、張一白、古永鏘、張濤
- 監製：張一白
- 導演：張一白
- 原著：九夜茴
- 編劇：李晗、劉晗
- 美術指導：
- 製作公司：北京小馬奔騰影業有限公司

## 票房
中国大陆首周三天收获2.09亿列榜首，次周以2.2亿蝉联冠军，第三周收入9800万居亚军。第四周收入2700万列第四。
| 上一届： 《星際穿越》 | 2014年中国内地一周票房冠軍 第49-50周 | 下一届： 《一步之遥》 |

## 宣传活动
| 日期           | 活動           | 出席演員                         |
| -------------- | -------------- | -------------------------------- |
| 2014年12月13日 | 《快乐大本营》 | 彭于晏、魏晨、倪妮、郑恺、张子萱 |

## 奖项
第三届伦敦国际华语电影节
- 最佳影片
- 最佳原创音乐

## 外部連結
- 匆匆那年的新浪微博